# Малък Девесил
Малък Девесил е село в Южна България. То се намира в община Крумовград, област Кърджали.

## География
Село Малък Девесил се намира в планински район. Разположено е в северния склон на рид „Мъгленик“, Източните Родопи, на надморска височина 453 м. Има преходно-средиземноморски климат.

## Население
В днешни дни в селото живеят българи мохамедани и православни християни.
Численост и дял на етническите групи според преброяването на населението през 2011 г.:
|                     | Численост | Дял (в %) |
| Общо                | 357       | 100,00    |
| Българи             | 25        | 7,00      |
| Турци               | 0         | 0,00      |
| Цигани              | 0         | 0,00      |
| Други               | 0         | 0,00      |
| Не се самоопределят | 0         | 0,00      |
| Неотговорили        | 330       | 92,43     |

## Икономика
Населението се занимава със земеделие главно тютюнопроизводство, дърводобив. Скотовъдство с отглеждане на овце и говеда.